# Château de Vaumurier
Le château de Vaumurier, situé près du village de Vaumurier, faisant maintenant partie de la commune de Saint-Lambert dans les Yvelines, il fut construit en 1651-1652 par le duc Louis-Charles de Luynes sur une terre de l'abbaye de Port-Royal des Champs. Il connaît sa période de gloire durant les années 1652-1660, moment où il abrite les réunions d'un cénacle savant à tendance cartésienne discutant des grandes avancées scientifiques de l'époque. 
Le duc de Luynes avait fait construire le château de Vaumurier au moment où sa mère, Marie de Rohan, s'engage dans la Fronde afin de se rapprocher de ses amis de Port-Royal des Champs. Le château servira de refuge à quelques Solitaires lors des persécutions. Jean Racine, Lemaître de Sacy et Blaise Pascal le visitèrent fréquemment ; Claude Lancelot y dirigeait l'éducation du jeune duc de Chevreuse.
Le château fut probablement détruit vers 1680. Les seuls vestiges qui demeurent aujourd'hui sont des caves et une fontaine.